# Weibliche Assentierung
Weibliche Assentierung ist ein österreichischer Erotikfilm aus dem Jahre 1908. Regie führte Johann Schwarzer.

## Handlung
Eine Militärkommission, bestehend aus vier Männern, untersucht nacheinander sieben kaum bekleidete Frauen genauestens auf ihre Körpermaße. Dabei entstehen wiederholt komische Situationen.

## Verbot und Erhalt
Nach Ansicht des k.k. Landgerichts Wien stellte der Film eine Verspottung des Militärs dar. Er wurde deshalb zur Gänze verboten und teils vernichtet. Dennoch ist Weibliche Assentierung mit größeren Handlungssprüngen erhalten geblieben. Offenbar wurden Teile des Films nachträglich wieder zusammengesetzt.